# Ottersthal
Ottersthal je občina v departmaju Bas-Rhin francoske regije Alzacija.
Leta 1990 je v občini živelo 759 oseb oz. 242 oseb/km².